# قهرمانی کشتی جهان ۲۰۲۲
قهرمانی کشتی جهان ۲۰۲۲ هفتاد و دومین دوره از قهرمانی‌های کشتی جهان و همچنین هجدهمین نسخه با ترکیب رویدادها است که از ۱۰ تا ۱۸ سپتامبر ۲۰۲۲ در بلگراد، صربستان برگزار شد.
دفتر اتحادیه جهانی کشتی نامزدی بلگراد، صربستان را به عنوان میزبان قهرمانی‌های جهان بزرگسالان در سال ۲۰۲۳ تأیید کرد. به دلیل محدودیت‌های روسیه برای میزبانی قهرمانی جهان در سال‌های ۲۰۲۱ تا ۲۰۲۲، بلگراد به عنوان میزبان این تورنمنت، جایگزین شهر کراسنویارسک شد.

## مکان برگزاری
اشتارک آرنا میزبان رقابت‌های قهرمانی جهان ۲۰۲۲ بود.
| صربستان، بلگراد |
| اشتارک آرنا     |
| گنجایش: ۱۹٬۳۹۴  |
|                 |

## جدول مدال‌ها
| رتبه            | کشور                | طلا | نقره | برنز | مجموع |
| --------------- | ------------------- | --- | ---- | ---- | ----- |
| ۱               | ایالات متحده آمریکا | ۷   | ۶    | ۲    | ۱۵    |
| ۲               | ژاپن                | ۷   | ۱    | ۵    | ۱۳    |
| ۳               | ترکیه               | ۴   | ۰    | ۳    | ۷     |
| ۴               | صربستان*            | ۴   | ۰    | ۱    | ۵     |
| ۵               | ایران               | ۲   | ۵    | ۳    | ۱۰    |
| ۶               | قرقیزستان           | ۲   | ۰    | ۳    | ۵     |
| ۷               | آذربایجان           | ۱   | ۱    | ۵    | ۷     |
| ۸               | ارمنستان            | ۱   | ۰    | ۲    | ۳     |
| ۹               | مولدووا             | ۱   | ۰    | ۱    | ۲     |
| ۱۰              | آلبانی              | ۱   | ۰    | ۰    | ۱     |
| ۱۱              | مغولستان            | ۰   | ۳    | ۲    | ۵     |
| ۱۲              | گرجستان             | ۰   | ۲    | ۴    | ۶     |
| ۱۳              | اسلواکی             | ۰   | ۲    | ۱    | ۳     |
| ۱۴              | بلغارستان           | ۰   | ۲    | ۰    | ۲     |
| ۱۵              | اوکراین             | ۰   | ۱    | ۵    | ۶     |
| ۱۶              | مجارستان            | ۰   | ۱    | ۳    | ۴     |
| ۱۶              | چین                 | ۰   | ۱    | ۳    | ۴     |
| ۱۸              | قزاقستان            | ۰   | ۱    | ۲    | ۳     |
| ۱۹              | ازبکستان            | ۰   | ۱    | ۱    | ۲     |
| ۲۰              | دانمارک             | ۰   | ۱    | ۰    | ۱     |
| ۲۰              | مصر                 | ۰   | ۱    | ۰    | ۱     |
| ۲۰              | نروژ                | ۰   | ۱    | ۰    | ۱     |
| ۲۳              | لهستان              | ۰   | ۰    | ۳    | ۳     |
| ۲۴              | رومانی              | ۰   | ۰    | ۲    | ۲     |
| ۲۴              | هند                 | ۰   | ۰    | ۲    | ۲     |
| ۲۴              | کانادا              | ۰   | ۰    | ۲    | ۲     |
| ۲۷              | استونی              | ۰   | ۰    | ۱    | ۱     |
| ۲۷              | ایتالیا             | ۰   | ۰    | ۱    | ۱     |
| ۲۷              | فرانسه              | ۰   | ۰    | ۱    | ۱     |
| ۲۷              | لیتوانی             | ۰   | ۰    | ۱    | ۱     |
| ۲۷              | یونان               | ۰   | ۰    | ۱    | ۱     |
| مجموع (۳۱ کشور) | مجموع (۳۱ کشور)     | ۳۰  | ۳۰   | ۶۰   | ۱۲۰   |

## رده‌بندی تیمی
| رتبه | آزاد مردان          | آزاد مردان | فرنگی مردان      | فرنگی مردان | آزاد زنان           | آزاد زنان |
| رتبه | تیم                 | امتیازات   | تیم              | امتیازات    | تیم                 | امتیازات  |
| ---- | ------------------- | ---------- | ---------------- | ----------- | ------------------- | --------- |
| ۱    | ایالات متحده آمریکا | ۱۹۸        | ترکیه            | ۱۲۵         | ژاپن                | ۱۹۰       |
| ۲    | ایران               | ۱۵۰        | جمهوری آذربایجان | ۱۱۸         | ایالات متحده آمریکا | ۱۵۷       |
| ۳    | ژاپن                | ۷۰         | صربستان          | ۱۱۰         | چین                 | ۸۴        |
| ۴    | مغولستان            | ۶۸         | ایران            | ۸۱          | مغولستان            | ۷۲        |
| ۵    | گرجستان             | ۶۸         | قرقیزستان        | ۷۷          | اوکراین             | ۶۸        |
| ۶    | اسلواکی             | ۵۵         | گرجستان          | ۷۶          | کانادا              | ۵۸        |
| ۷    | ترکیه               | ۴۷         | مجارستان         | ۷۰          | مولدووا             | ۵۰        |
| ۸    | بلغارستان           | ۴۸         | ازبکستان         | ۶۱          | لهستان              | ۴۹        |
| ۹    | جمهوری آذربایجان    | ۴۰         | ارمنستان         | ۵۸          | هند                 | ۴۱        |
| ۱۰   | هند                 | ۳۷         | قزاقستان         | ۵۱          | ترکیه               | ۳۹        |

## خلاصه مدال

### آزاد مردان
| رویداد      | طلا                                | نقره                                    | برنز                             |
| ----------- | ---------------------------------- | --------------------------------------- | -------------------------------- |
| ۵۷ کیلوگرم  | زلیمخان آباکاروف · آلبانی          | توماس گیلمن · ایالات متحده آمریکا       | زانابازار زاندانبودین · مغولستان |
| ۵۷ کیلوگرم  | زلیمخان آباکاروف · آلبانی          | توماس گیلمن · ایالات متحده آمریکا       | استوان میشیچ · صربستان           |
| ۶۱ کیلوگرم  | ری هیگوچی · ژاپن                   | رضا اطری · ایران                        | آرسن هاروتونیان · ارمنستان       |
| ۶۱ کیلوگرم  | ری هیگوچی · ژاپن                   | رضا اطری · ایران                        | نارمانداخین نارانخو · مغولستان   |
| ۶۵ کیلوگرم  | رحمان عموزاد · ایران               | یانی دیاکومیهالیس · ایالات متحده آمریکا | اسماعیل موساکایف · مجارستان      |
| ۶۵ کیلوگرم  | رحمان عموزاد · ایران               | یانی دیاکومیهالیس · ایالات متحده آمریکا | باجرانگ پونیا · هند              |
| ۷۰ کیلوگرم  | تایشی ناریکونی · ژاپن              | زاین رترفورد · ایالات متحده آمریکا      | ارنظر آکماتالیف · قرقیزستان      |
| ۷۰ کیلوگرم  | تایشی ناریکونی · ژاپن              | زاین رترفورد · ایالات متحده آمریکا      | زورابی ایاکوبیشویلی · گرجستان    |
| ۷۴ کیلوگرم  | کایل داک · ایالات متحده آمریکا     | تیموراز سالکازانوف · اسلواکی            | یونس امامی · ایران               |
| ۷۴ کیلوگرم  | کایل داک · ایالات متحده آمریکا     | تیموراز سالکازانوف · اسلواکی            | فرانک چامیزو · ایتالیا           |
| ۷۹ کیلوگرم  | جردن باروز · ایالات متحده آمریکا   | محمد نخودی · ایران                      | ارسلان بوداژاپوف · قرقیزستان     |
| ۷۹ کیلوگرم  | جردن باروز · ایالات متحده آمریکا   | محمد نخودی · ایران                      | واسیل میخایلوف · اوکراین         |
| ۸۶ کیلوگرم  | دیوید تیلور · ایالات متحده آمریکا  | حسن یزدانی · ایران                      | بوریس ماکوجف · اسلواکی           |
| ۸۶ کیلوگرم  | دیوید تیلور · ایالات متحده آمریکا  | حسن یزدانی · ایران                      | عظمت دولتبکوف · قزاقستان         |
| ۹۲ کیلوگرم  | کامران قاسم‌پور · ایران             | جیدن کاکس · ایالات متحده آمریکا         | میریانی مایسورادزه · گرجستان     |
| ۹۲ کیلوگرم  | کامران قاسم‌پور · ایران             | جیدن کاکس · ایالات متحده آمریکا         | عثمان نورماگمدوف · آذربایجان     |
| ۹۷ کیلوگرم  | کایل اسنایدر · ایالات متحده آمریکا | باتیربک تساکولوف · اسلواکی              | ماگومدخان ماگومدوف · آذربایجان   |
| ۹۷ کیلوگرم  | کایل اسنایدر · ایالات متحده آمریکا | باتیربک تساکولوف · اسلواکی              | گیوی ماتچاراشویلی · گرجستان      |
| ۱۲۵ کیلوگرم | طاها آکگل · ترکیه                  | مونختورین لخاگواگرل · مغولستان          | گنو پتریاشویلی · گرجستان         |
| ۱۲۵ کیلوگرم | طاها آکگل · ترکیه                  | مونختورین لخاگواگرل · مغولستان          | امیرحسین زارع · ایران            |

### فرنگی
| رویداد      | طلا                           | نقره                           | برنز                          |
| ۵۵ کیلوگرم  | الدانیز عزیزلی · آذربایجان    | نوگزاری تسورتسومیا · گرجستان   | یو شیوتانی · ژاپن             |
| ۵۵ کیلوگرم  | الدانیز عزیزلی · آذربایجان    | نوگزاری تسورتسومیا · گرجستان   | جسوربک اورتیبکوف · ازبکستان   |
| ۶۰ کیلوگرم  | ژولامان شارشنبکوف · قرقیزستان | ادموند نازاریان · بلغارستان    | آیدوس سلطانگالی · قزاقستان    |
| ۶۰ کیلوگرم  | ژولامان شارشنبکوف · قرقیزستان | ادموند نازاریان · بلغارستان    | کنیچیرو فومیتا · ژاپن         |
| ۶۳ کیلوگرم  | سباستین ناد · صربستان         | لری ابولادزه · گرجستان         | تیو ارباتو · چین              |
| ۶۳ کیلوگرم  | سباستین ناد · صربستان         | لری ابولادزه · گرجستان         | طالح ممدوف · آذربایجان        |
| ۶۷ کیلوگرم  | ماته نمس · صربستان            | محمدرضا گرایی · ایران          | امانتور اسماعیل‌اف · قرقیزستان |
| ۶۷ کیلوگرم  | ماته نمس · صربستان            | محمدرضا گرایی · ایران          | حسرت جعفروف · آذربایجان       |
| ۷۲ کیلوگرم  | علی ارسلان · صربستان          | اولوی گانیزاده · آذربایجان     | آندری کولیک · اوکراین         |
| ۷۲ کیلوگرم  | علی ارسلان · صربستان          | اولوی گانیزاده · آذربایجان     | سلچوک کان · ترکیه             |
| ۷۷ کیلوگرم  | آکژول محموداف · قرقیزستان     | زولتان لوای · مجارستان         | مالخاس آمویان · ارمنستان      |
| ۷۷ کیلوگرم  | آکژول محموداف · قرقیزستان     | زولتان لوای · مجارستان         | یونس امره باشار · ترکیه       |
| ۸۲ کیلوگرم  | برهان آکبوداک · ترکیه         | جالگاسبای بردی‌مرادف · ازبکستان | تاماس لوای · مجارستان         |
| ۸۲ کیلوگرم  | برهان آکبوداک · ترکیه         | جالگاسبای بردی‌مرادف · ازبکستان | یاروسلاو فیلچاکوف · اوکراین   |
| ۸۷ کیلوگرم  | زوراب داتوناشویلی · صربستان   | تورپال بیسلطانوف · دانمارک     | داوید لوسونچی · مجارستان      |
| ۸۷ کیلوگرم  | زوراب داتوناشویلی · صربستان   | تورپال بیسلطانوف · دانمارک     | علی چنگیز · ترکیه             |
| ۹۷ کیلوگرم  | آرتور آلکسانیان · ارمنستان    | کیریل میلوف · بلغارستان        | محمدهادی ساروی · ایران        |
| ۹۷ کیلوگرم  | آرتور آلکسانیان · ارمنستان    | کیریل میلوف · بلغارستان        | عاریف نیفتولایف · آذربایجان   |
| ۱۳۰ کیلوگرم | رضا کایالپ · ترکیه            | امین میرزازاده · ایران         | آلین الکسوج · رومانی          |
| ۱۳۰ کیلوگرم | رضا کایالپ · ترکیه            | امین میرزازاده · ایران         | مانتاس کنیستاتاس · لیتوانی    |

### آزاد زنان
| رویداد     | طلا                                     | نقره                                | برنز                                  |
| ---------- | --------------------------------------- | ----------------------------------- | ------------------------------------- |
| ۵۰ کیلوگرم | یویی سوساکی · ژاپن                      | دولگورگاوین اوتگونجارگال · مغولستان | سارا هیلدبراندت · ایالات متحده آمریکا |
| ۵۰ کیلوگرم | یویی سوساکی · ژاپن                      | دولگورگاوین اوتگونجارگال · مغولستان | آنا لوکاسیاک · لهستان                 |
| ۵۳ کیلوگرم | دومینیک پریش · ایالات متحده آمریکا      | باتخویاگین خولان · مغولستان         | وینش فوگات · هند                      |
| ۵۳ کیلوگرم | دومینیک پریش · ایالات متحده آمریکا      | باتخویاگین خولان · مغولستان         | ماریا پروولاراکی · یونان              |
| ۵۵ کیلوگرم | مایو موکایدا · ژاپن                     | اولکساندرا خومنتس · اوکراین         | کارلا گودینز · کانادا                 |
| ۵۵ کیلوگرم | مایو موکایدا · ژاپن                     | اولکساندرا خومنتس · اوکراین         | زی منگیو · چین                        |
| ۵۷ کیلوگرم | تسوگومی ساکورای · ژاپن                  | هلن مرولیس · ایالات متحده آمریکا    | آنهلینا لیساک · لهستان                |
| ۵۷ کیلوگرم | تسوگومی ساکورای · ژاپن                  | هلن مرولیس · ایالات متحده آمریکا    | آلینا آکوبیا · اوکراین                |
| ۵۹ کیلوگرم | آناستازیا نیچیتا · مولدووا              | گریس بولن · نروژ                    | جویتا رزسین · لهستان                  |
| ۵۹ کیلوگرم | آناستازیا نیچیتا · مولدووا              | گریس بولن · نروژ                    | ساکورا موتوکی · ژاپن                  |
| ۶۲ کیلوگرم | نونوکا اوزاکی · ژاپن                    | کایلا میراکل · ایالات متحده آمریکا  | ایلونا پروکوپونیوک · اوکراین          |
| ۶۲ کیلوگرم | نونوکا اوزاکی · ژاپن                    | کایلا میراکل · ایالات متحده آمریکا  | لائو ژیااوجان · چین                   |
| ۶۵ کیلوگرم | میوا موریکاوا · ژاپن                    | لونگ جیا · چین                      | مالوری ولته · ایالات متحده آمریکا     |
| ۶۵ کیلوگرم | میوا موریکاوا · ژاپن                    | لونگ جیا · چین                      | کومبا لاروک · فرانسه                  |
| ۶۸ کیلوگرم | تامیرا منسا-استوک · ایالات متحده آمریکا | آمی ایشی · ژاپن                     | لیندا مورایس · کانادا                 |
| ۶۸ کیلوگرم | تامیرا منسا-استوک · ایالات متحده آمریکا | آمی ایشی · ژاپن                     | ایرینا رینگاچی · مولدووا              |
| ۷۲ کیلوگرم | آمیت الور · ایالات متحده آمریکا         | جمیله باکبرگنووا · قزاقستان         | الکساندرا آنخل · رومانی               |
| ۷۲ کیلوگرم | آمیت الور · ایالات متحده آمریکا         | جمیله باکبرگنووا · قزاقستان         | ماساکو فوریوچی · ژاپن                 |
| ۷۶ کیلوگرم | یاسمین آدار · ترکیه                     | سمر عامر · مصر                      | یوکا کاگامی · ژاپن                    |
| ۷۶ کیلوگرم | یاسمین آدار · ترکیه                     | سمر عامر · مصر                      | اپ مائه · استونی                      |